# Ebenshausen
Ebenshausen – dzielnica miasta Amt Creuzburg w Niemczech, w kraju związkowym Turyngia, w powiecie Wartburg, we wspólnocie administracyjnej Hainich-Werratal. Do 30 grudnia 2019 samodzielna gmina.